# Zelotes flagellans
Zelotes flagellans är en spindelart som först beskrevs av Ludwig Carl Christian Koch 1882.  Zelotes flagellans ingår i släktet Zelotes och familjen plattbuksspindlar. Inga underarter finns listade i Catalogue of Life.